# Funhouse (Obitelj Soprano)
"Funhouse" je 26. epizoda HBO-ove televizijske serije Obitelj Soprano. To je trinaesta i posljednja epizoda druge sezone serije. Napisali su je David Chase i Todd A. Kessler, režirao John Patterson, a originalno je emitirana 9. travnja 2000.

## Radnja
Ubrzo nakon Janiceina odlaska, Tony i njegova mlađa sestra Barbara dolaze u Livijinu kuću kako bi razgovarali o njenom dugotrajnom smještaju. Kako se Livia odbija useliti k Tonyju i Carmeli, a Barbara kaže kako njezin muž neće dozvoliti da ona živi s njima, Tony se razbjesni i preda Liviji dvije avionske karte za Arizonu (jednu za nju, a drugu za njezinu sestru Quintinu) i upozori je da odlazi zauvijek.
Tony kasnije sa Silviom i Pussyjem u restoranu Artieja Bucca razgovara o prijevari s telefonskim karticama, netom nakon obroka u indijskom restoranu. Tijekom te noći, Tony sanja kako hoda uz obalu u Asbury Parku te se sastane s Pauliejem, Silviom, Christopherom, Heshom i Phillyjem Parisijem. Tony je upravo dobio vijest da ima šest mjeseci života jer ima zloćudnu bolest (vjerojatno rak, iako se ne spominje jasno), a informaciju prima kao da je već znao i prihvatio to. Svojim prijateljima kaže kako će se radije ubiti, na što mu oni odaju počast zbog hrabrosti i cijene poštedu od pustih posjeta bolnici. Tony se zalije spremnikom benzina, a Paulie upali Zippo upaljač. Christopher upita, "Što ako su liječnici pogriješili?" Tony dobiva samo djelić sekunde da procesira tu informaciju, a benzin eksplodira prije nego što je Tony uspio zatvoriti Zippo. Tony se zatim probudi uz teški proljev i povraćanje.
Sljedećeg jutra, Artie Bucco dolazi kako bi s Carmelom i Tonyjem dogovorio jelovnik za proslavu Meadowine mature, ali ga obavještavaju kako se Tony otrovao hranom. On i Tony se posvađaju oko kvalitete njegove hrane, a Artie doznaje kako je Tony jeo u indijskom restoranu, što bi moglo izazvati bolest. Artie nazove Big Pussyja da vidi je li se i on razbolio. Tony nakon telefonskog poziva od dr. Cusamana pada u delirij i konačno zaspe. Tony zatim sanja kako tijekom terapije vodi ljubav s dr. Melfi. 
Tony proživljava i manju noćnu moru o Stricu Junioru koji luta oko tvornice. Zatim se kroz dalekozor na kovanice ugleda kako karta s Pauliejem, vjerojatno na željezničkoj postaji. Nakon što Paulie nešto kaže, Tony ga upuca i ubije. 
Snovi izazvani groznicom konačno navode Tonyja da se suoči s problemom koji leži na njegovoj podsvijesti, pogotovo sumnja da je Big Pussy vladin doušnik. U snu, Tony razgovara s Big Pussyjem, koji je poprimio oblik ribe: ova snovolika verzija Pussyja kaže, "Znaš, ja surađujem s vladom, zar ne?" i učini grimasu "jezik u obraz" aludirajući da "spava s ribama". Nakon tog trenutka konfuzija je li Tony uistinu budan postaje jasna. Tony i Silvio kasnije odlaze do Pussyjeve kuće i pozivaju ga da s njima pođe na plovidbu. Pretražujući Pussyjevu sobu, Tony pronađe Pussyjev prisluškivač, skriven u lažnom dnu kutije za cigare — dokaz da je Pussy uistinu doušnik FBI-a.
Silvio, Tony i Pussy odlaze sastati se s Pauliejem Walnutsom na doku, a Tony tijekom putovanja proživljava posljednju noćnu moru, koja uključuje Meadow koja za večerom najavljuje kako namjerava studirati na Columbiji, a Tony obavještava obitelj kako je kupio novi brod. Nakon što su isplovili na pučinu, Tony se suoči s Pussyjem, i upita ga koliko je vremena prošlo otkad se "okrenuo". Pussy prvo porekne optužbu za doušništvo, ali ubrzo pod pritiskom priznaje. Ustvrdi kako federalcima nije otkrio ništa važno, ali mu Tony ne vjeruje. Silvio se ispriča, tvrdeći kako pati od morske bolesti.
Pussy zamoli tekilu, a Paulie njemu i Tonyju natoči Jose Cuervo, nazdravivši. Silvio se vraća, dok se Pussy hvali o djevojci koju je upoznao u klinici u Portoriku. Tony ga upita da li ona uistinu postoji, a Pussy se povuče u kut, pomiren sa sudbinom. Zatim, nakon što je upitao može li sjesti (nakon tri uzastopne tekile), ustvrdi kako mu je poremećena ravnoteža srednjeg uha. Nekoliko puta upita je li u redu ako sjedne, jasno pokazujući kako je počeo paničariti. Tony, Paulie i Silvio ga ustrijele nasmrt, poštujući njegovu želju da ga se ne upuca u lice. Paulie ukloni njegov nakit, a zajedno omotaju njegovo tijelo u okove i utege, a zatim ga bace s krme broda. 
Nekoliko sati kasnije, Carmela prima poziv od Livije, koju je zadržala kontrola Zračne luke Newark zbog ukradenih avionskih karti. Za nekoliko minuta, agenti FBI-a stižu u kuću Sopranovih s nalogom za pretragu i zatraže da pregledaju kuću i automobile. Agent otkriva kako je pretražio Tonyjev auto i pronašao ukradene karte. Tonyju stavljaju lisice i odvode ga do ureda FBI-a na ispitivanje. Tony izgubi ravnotežu i umalo padne, pojavivši se slab ispred agenata FBI-a. Jedan agent iskoristi priliku da istakne kako je mafijaški boss Tony Soprano "slab na nogama". Umjesto svojih uobičajenih uvreda koje upućuje agentima, on im bijesno kaže kako ima trovanje hranom nakon čega ga nakratko odvode u pritvor. Tony ubrzo kontaktira svoga odvjetnika, Neila Minka, a puštaju ga uz jamčevinu za Meadowinu maturu, koja slijedi sljedećeg dana. 
Kasnije, kod dr. Melfi, Tony napravi rasistički ispad protiv Indijaca i protiv svoje majke, na što ga dr. Melfi izazove. Tony tvrdoglavo odbija pogledati u vlastitu svijest i prije odlaska joj kaže o seksualnim snovima koje je proživio.
Sljedećeg dana, na svečanosti Meadowine mature, Tony ponosno gleda svoju kćer kako prima diplomu. Na maturi, Tony kaže Christopheru kako će ga predložiti za člana mafije. Epizoda završava montažom dviju Tonyjevih obitelji koje slave Meadowinu maturu, isprepletena slikama raznih ilegalnih poslova kojima Tony stječe svoje bogatstvo -- Barone Sanitation, pornografsko kino, osoba koja prodaje telefonske kartice na ulici, motel Teittlemanovih. Carmela među gostima traži Tonyja, pronašavši ga kako stoji sam u kutu dnevne sobe, kako polako pripaljuje cigaru. Prizor izbljeđuje u kadar zalaska sunca na oceanu dok valovi udaraju o obalu.

## Glavni glumci
- James Gandolfini kao Tony Soprano
- Lorraine Bracco kao Dr. Jennifer Melfi
- Edie Falco kao Carmela Soprano
- Michael Imperioli kao Christopher Moltisanti
- Dominic Chianese kao Corrado Soprano, Jr.
- Vincent Pastore kao Big Pussy Bonpensiero
- Steven Van Zandt kao Silvio Dante
- Tony Sirico kao Paulie Gualtieri
- Robert Iler kao Anthony Soprano, Jr.
- Jamie-Lynn Sigler kao Meadow Soprano
- Drea de Matteo kao Adriana La Cerva
- Nancy Marchand kao Livia Soprano

### Gostujući glumci
- Jerry Adler kao Hesh Rabkin
- John Ventimiglia kao Artie Bucco

#### Ostali gostujući glumci
| - Sofia Milos kao Annalisa - Louis Lombardi kao Skip Lipari - Frank Pellegrino kao Frank Cubitoso - Nicole Burdette kao Barbara Giglione - Federico Castelluccio kao Furio Giunta - Dan Grimaldi kao Patsy Parisi - Tom Aldredge kao Hugo DeAngelis - John Fiore kao Gigi Cestone - Toni Kalem kao Angie Bonpensiero - Robert Lupone kao Bruce Cusamano - David Margulies kao Neil Mink - Matt Servitto kao Agent Dwight Harris | - Suzanne Shepherd kao Mary DeAngelis - Maureen Van Zandt kao Gabriella Dante - Barbara Andres kao teta Quintina - David Anzuelo kao domaćin leta - Kathleen Fasolino kao Meadowina prijateljica - Ray Garvey kao čuvar u zračnoj luci - David Healy kao pomoćnik ravnatelja škole - Sig Libowitz kao Hillel - Ajay Mehta kao Sundeep Kumar - Jay Palit kao Indijac - Robert Patrick kao David Scatino |

## Prva pojavljivanja
- Teta Quintina: mlađa sestra Livije Soprano.
- Pasquale "Patsy" Parisi: vojnik u ekipi Soprano/Gualtieri/Moltisanti i brat blizanac ranije ubijenog Phillyja "Spoonsa" Parisija.

## Umrli
- Salvatore "Big Pussy" Bonpensiero: ubijaju ga Tony, Silvio, i Paulie zbog suradnje s FBI-em. Tijelo mu biva bačeno u ocean.

## Naslovna referenca
- U Tonyjevu snu, on se nalazi na šetalištu u Asbury Parku, pokraj zabavišta Palace Amusements.
- Osim toga, kad Livia nazove Tonyja iz zračne luke, Carmela preda telefon uz frazu "the fun never stops".

## Produkcija
- David Proval i Aida Turturro više nisu potpisani na uvodnoj špici iako se Turturro vraća u sljedećoj sezoni kao stalna članica glumačke postave.
- Kao i prvoj epizodi sezone, "Guy Walks Into a Psychiatrist's Office...", Silvio u Tonyjevu snu imitira scenu iz Kuma ("Naš se pravi neprijatelj još nije otkrio") referirajući se na Pussyja.
- U svom snu, Tony vidi Pussyja kao ribu. To je referenca na njegovu smrt, odnosno frazu "spava s ribama".
- Svaki put kad Tony sanja u ovoj epizodi, u pozadini se čuje škripeći zvuk. To je isti zvuk broda na moru kad Pussy biva ustrijeljen.

## Glazba
- Pjesma koja svira tijekom epizode, uključujući odjavnu špicu, je "Thru and Thru" The Rolling Stonesa s albuma Voodoo Lounge (koju pjeva Keith Richards).
- Pjesma koju na radiju u svojoj sobi sluša Meadow nakon Tonyjeva uhićenja pred njenim prijateljima je "Diamonds & Rust" Joan Baez

## Vanjske poveznice
- Funhouse u internetskoj bazi filmova IMDb-a